# XNA (Microsoft)
XNA (XNA's Not Acronymed, auf Deutsch in etwa XNA ist keine Abkürzung) ist eine Technologie zur Spieleentwicklung für Windows, Xbox 360, Microsofts MP3-Player Zune sowie Windows Phone 7. XNA vereint verschiedene Spiele-Entwicklungs-Programmierschnittstellen, unter anderem Direct3D aus DirectX Version 9.0c für die Darstellung von 2D- und 3D-Grafiken, XACT (Cross-platform Audio Creation Tool) als plattformübergreifende Schnittstelle für Ausgabe von Audiodaten und XInput zur Kommunikation mit allen nötigen Peripheriegeräten, in einem gemeinsamen Framework. So soll ein schnellerer Entwicklungsprozess ermöglicht und den steigenden Kosten der Spieleherstellung begegnet werden. Die Verwendung für PC-Spiele ist kostenfrei, während man für die Xbox 360 eine App Hub-Premiummitgliedschaft (früher XNA Creators Club) benötigt.
Die Entwicklungsumgebung XNA Game Studio Express basiert auf Visual C# Express und ermöglicht Entwicklern, Software sowohl für Windows als auch für die Xbox 360 zu entwickeln. Ab der Version 2.0 kann XNA zusammen mit jeder Version von Visual Studio 2005 benutzt werden (inkl. Expressversionen). Die Version 2.0 ist zu Visual Studio 2008 nicht kompatibel. Version 3.0 integriert sich auch in Visual Studio 2008, während Version 4.0 Visual Studio 2010 unterstützt. Mit der XNA Version 3.1 wurden vor allem viele Wünsche der Entwickler-Community umgesetzt. So wird nun zum Beispiel die Einbindung und das Abspielen von Videos sowie XBox Party unterstützt. Außerdem besteht nun die Möglichkeit den eigenen Avatar in das Spiel einzubinden. Diese Funktion ist auf die Xbox 360 beschränkt. Zusätzlich wurden ebenfalls die Funktionen des Zune HD, also Touchscreen und Sensoren, mittels eines Zusatzpakets, den XNA Game Studio Zune Extensions freigegeben.
Mit Version 4.0 kam Windows Phone 7 als Zielplattform des XNA Frameworks hinzu, die Unterstützung für den Zune fiel dagegen wieder weg. Das XNA Game Studio kann seitdem als Teil der Windows Phone Developer Tools heruntergeladen werden.
Gemäß einer am 31. Januar 2013 gesendeten E-Mail Microsofts betreffend ihr MVP Award Program wird XNA nicht mehr aktiv weiterentwickelt. Es gibt somit mit dem XNA-Framework weder die Möglichkeit der Entwicklung von XNA-Anwendungen im Windows 8 Modern UI-Design noch der Entwicklung von Anwendungen für Windows RT.
Mittlerweile sind aber mehrere alternative Open-Source-Implementierungen des Frameworks entstanden, die auch eine Entwicklung von Anwendungen für nicht ursprünglich im XNA-Framework unterstützte Plattformen ermöglicht.
Die Weiterentwicklung von XNA wurde von Microsoft eingestellt.

## Erscheinungsdaten
- Beta 1: 30. August 2006
- Beta 2: 2. November 2006
- XNA Game Studio Express 1.0: 11. Dezember 2006
- XNA Game Studio Express 1.0 Refresh: 24. April 2007
- XNA Game Studio 2.0 (Beta): 19. November 2007
- XNA Game Studio 2.0: 13. Dezember 2007
- XNA Game Studio 3.0 CTP: 7. Mai 2008
- XNA Game Studio 3.0 Beta: 17. September 2008
- XNA Game Studio 3.0: 30. Oktober 2008
- XNA Game Studio 3.1: 11. Juni 2009
- XNA Game Studio 4.0 CTP: 14. März 2010[6]
- XNA Game Studio 4.0: 16. September 2010
- XNA Game Studio 4.0 Refresh Windows Phone Extensions: 23. Mai 2011
- XNA Game Studio 4.0 (Windows Phone SDK 7.1): 28. September 2011

## DreamBuildPlay
Unter dem Namen DreamBuildPlay veranstaltet Microsoft weltweite Wettbewerbe zur Spieleentwicklung mit XNA. An den Wettbewerben können Teams und Einzelpersonen teilnehmen. Neben hohen Geldbeträgen werden auch Verträge zur Veröffentlichung von Spielen im Rahmen der Xbox Live Arcade Games als Gewinne vergeben.

## Alternative Implementationen
Ein Projekt namens Mono.XNA wurde im Jahr 2009 gestartet, welches als Zielsetzung hatte, eine alternative Open-Source-Implementierung die plattformunabhängig ist, zu entwickeln. Das Projekt wurde in der Zwischenzeit eingestellt.
Basierend auf der Codebasis von Mono.XNA und SilverSprite entstand jedoch das Projekt MonoGame. Ziel dieses Projektes ist es XNA auf alternativen (Mobil-)Plattformen bereitzustellen. Momentan existiert Support für Windows (OpenGL), Windows Store Apps (für Windows 8 und Windows RT), Windows Phone, macOS, iOS, Linux, Android und der Open-Source-Spielekonsole Ouya. Weiterhin gibt es eingeschränkten Support (nur 2D) für die PlayStation Mobile.
Eine alternative eigenständige Open-Source-Implementation des XNA-Frameworks unter der Verwendung von SharpDX und OpenTK bietet auch das ANX.Framework. ANX ist ebenfalls plattformunabhängig und unterstützt Windows, Linux, macOS, Android, iOS, PlayStation Mobile und Windows 8 Modern UI-Design.

## Liste von XNA Spielen (unvollständig)
| Spiel                              | Veröffentlichungsjahr | Plattform(en)                    | Entwickler                              | Publisher                              |
| ---------------------------------- | --------------------- | -------------------------------- | --------------------------------------- | -------------------------------------- |
| A.R.E.S.: Extinction Agenda        | 2010                  | Windows, OnLive                  | Extend Studio                           | Origo Games                            |
| AI War: Fleet Command              | 2009                  | Windows                          | Arcen Games                             | Arcen Games                            |
| Bastion                            | 2011                  | Windows, Xbox 360, Chrome        | Supergiant Games                        | Warner Bros. Interactive Entertainment |
| Blazing Birds                      | 2009                  | Xbox 360                         | Vector 2 Games                          | Microsoft Studios                      |
| Bleed                              | 2012                  | Windows, XBox 360                | Bootdisk Revolution                     | Bootdisk Revolution                    |
| Bloodline Champions                | 2011                  | Windows                          | Stunlock Studios                        | Funcom                                 |
| Blueberry Garden                   | 2009                  | Windows                          | Erik Svedäng                            | Erik Svedäng                           |
| Breath of Death VII                | 2009                  | Windows, Xbox 360                | Zeboyd Games                            | Zeboyd Games                           |
| Capsized                           | 2011                  | Windows                          | Alientrap                               | Alientrap                              |
| Chasm                              | 2018                  | Windows, XBox One                | Bit Kid, Inc.                           | Bit Kid, Inc.                          |
| Chime                              | 2010                  | Windows, Xbox 360                | Zoe Mode                                | Valcon Games                           |
| Cloud Blaster                      | 2012                  | Windows Phone                    | Husky Paw Games                         | Husky Paw Games                        |
| Crackdown 2: Project Sunburst      | 2010                  | Windows Phone                    | Seed                                    | Microsoft Studios                      |
| Crank Command                      | 2012                  | Windows                          | DYNAMaltee                              | DYNAMaltee Software                    |
| Cthulhu Saves the World            | 2010                  | Windows, Xbox 360                | Zeboyd Games                            | Zeboyd Games                           |
| Dead Pixels 2                      | 2014                  | Windows, Xbox 360                | CSR-Studios                             | CSR-Studios                            |
| Dust: An Elysian Tail              | 2012                  | Xbox 360                         | Humble Hearts                           | Microsoft Studios                      |
| EvilQuest                          | 2012                  | Windows, Xbox 360                | ChaosSoft Games                         | ChaosSoft Games                        |
| EvilQuest 2                        | TBA 2013              | Windows, Xbox 360                | ChaosSoft Games                         | ChaosSoft Games                        |
| Fez                                | 2012                  | Windows, Xbox 360                | Polytron                                | Trapdoor                               |
| Flotilla                           | 2010                  | Windows, Xbox 360                | Blendo Games                            | Blendo Games                           |
| Fusion Genesis                     | 2011                  | Xbox 360                         | Starfire Studios                        | Microsoft Studios                      |
| Grey: The Lost Technology          | 2012                  | Windows, Xbox 360                | Team Aurora                             | Team Aurora                            |
| I Made a Game with Zombies in It!  | 2009                  | Xbox 360, Windows Phone          | Ska Studios                             | Ska Studios                            |
| Ilomilo                            | 2011                  | Windows Phone, Xbox 360          | SouthEnd Interactive, Microsoft Studios | Microsoft Studios                      |
| Imagine Earth                      | 2014                  | Windows                          | Serious Brothers                        | Serious Brothers                       |
| Infiniminer                        | 2009                  | Windows                          | Zachary Barth                           | Zachary Barth                          |
| Islands of Wakfu                   | 2011                  | Xbox 360                         | Ankama Play                             | Microsoft Studios                      |
| Kodu                               | 2009                  | Windows, Xbox 360                | Microsoft Studios                       | Microsoft Studios                      |
| Kung Fu Strike: The Warrior’s Rise | 2012                  | Windows, Xbox 360                | Qooc Soft                               | 7sixty                                 |
| Lucidity                           | 2009                  | Windows, Xbox 360                | LucasArts                               | LucasArts                              |
| Magicka                            | 2011                  | Windows                          | Arrowhead Game Studios                  | Paradox Interactive                    |
| Miner Wars 2081                    | 2012                  | Windows, Xbox 360                | Keen Software House                     | Keen Software House                    |
| Open Rails                         | 2011                  | Windows                          | Open Rails                              | Open Rails                             |
| Plain Sight                        | 2010                  | Windows                          | Beatnik Games                           | Beatnik Games                          |
| Rocket Riot                        | 2009                  | Xbox 360, Windows Phone, iOS     | Codeglue                                | THQ                                    |
| Schizoid                           | 2008                  | Xbox 360                         | Torpex Games                            | Microsoft Studios                      |
| Skulls of the Shogun               | 2012                  | Windows, Xbox 360, Windows Phone | 17-Bit                                  | Microsoft Studios                      |
| Sol Survivor                       | 2009                  | Windows, Xbox 360                | Cadenza Interactive                     | Cadenza Interactive                    |
| Solar                              | 2009                  | Xbox 360                         | Murudai                                 | Murudai                                |
| Solar 2                            | 2011                  | Windows, Xbox 360                | Murudai                                 | Murudai                                |
| Stardew Valley                     | 2016                  | Windows                          | ConcernedApe                            | Chucklefish                            |
| Terraria                           | 2011                  | diverse                          | Re-Logic                                | Re-Logic                               |
| The Adventures of Shuggy           | 2011                  | Windows, Xbox 360                | Smudged Cat Games                       | Valcon Games                           |
| The Dishwasher: Dead Samurai       | 2009                  | Xbox 360                         | Ska Studios                             | Microsoft Studios                      |
| The Dishwasher: Vampire Smile      | 2011                  | Xbox 360                         | Ska Studios                             | Microsoft Studios                      |
| The Harvest                        | 2010                  | Windows Phone                    | Luma Arcade                             | Microsoft Studios                      |
| The Path of Go                     | 2010                  | Xbox 360                         | Microsoft Studios                       | Microsoft Studios                      |
| TowerFall Ascension                | 2014                  | Linux, MacOS, Windows            | Extremely Okay Games                    | Matt Makes Games                       |
| Weapon of Choice                   | 2008                  | Xbox 360                         | Mommy’s Best Games                      | Mommy’s Best Games                     |
| Yo-Ho Kablammo                     | 2009                  | Xbox 360                         | Canalside Studios                       | Microsoft Studios                      |
| Zeit 2                             | 2011                  | Windows, Xbox 360                | Brightside Games                        | Ubisoft                                |